# Cygnus CRS NG-13
Cygnus CRS NG-13 — тринадцатая миссия грузового космического корабля снабжения Cygnus компании Northrop Grumman к Международной космической станции по контракту Commercial Resupply Services с НАСА.
Второй запуск корабля Cygnus в рамках контракта CRS2.
Этот космический корабль Cygnus назван в честь Роберта Х. Лоуренса — первого афроамериканского астронавта, который был отобран для подготовки астронавтов в 1967 году по программе MOL, но погиб в авиакатастрофе, так и не успев побывать в космосе.

## Запуск и стыковка с МКС
После того, как Northrop Grumman приобрел Orbital ATK в июне 2018 года, название миссии было изменено с OA-13 на NG-13. Ракета «Антарес» была построена и доработана в течение шести месяцев. Запуск корабля ракетой-носителем «Антарес-230+» был произведён 15 февраля 2020 года в 20:21 UTC со стартовой площадки LP-0A Среднеатлантического регионального космопорта, входящего в состав космодрома Уоллопс.
Над созданием первой ступени ракеты для грузового корабля работали украинские специалисты с завода Южмаш.
Запуск «Антареса» должен был быть осуществлён 9 февраля, однако «из-за нештатных показаний наземного оборудования», он был отменён менее чем за три минуты до старта, а затем трижды перенесён — на 13, 14 и 15 февраля.
Корабль был «захвачен» при помощи роботизированной руки-манипулятора «Канадарм2» в 09:05 UTC 18 февраля и состыкован с МКС в 11:16 UTC того же дня.

## Полезная нагрузка
Корабль доставил на орбиту 3,6 тонны груза, включая продовольствие, оборудование и материалы для научных исследований. В частности, астронавты изучат последствия воздействия микрогравитации на потерю костной ткани и бактерии, а также возможности распространения огня в разных условиях.

## Отстыковка и завершение миссии
22 мая 2020 корабль отстыковался от МКС. Через некоторое время после отстыковки на корабле возник преднамеренный экспериментальный пожар.
Корабль был сведён с орбиты и разрушился в атмосфере 29 мая 2020 года.